# اندی موچ
اندی موچ (انگلیسی: Andy Mutch؛ زادهٔ ۲۸ دسامبر ۱۹۶۳) بازیکن فوتبال اهل بریتانیا است.
از باشگاه‌هایی که در آن بازی کرده‌است می‌توان به باشگاه فوتبال سوئیندون تاون، باشگاه فوتبال استوک‌پورت کانتی، باشگاه فوتبال بارو، باشگاه فوتبال ولورهمپتون واندررز، باشگاه فوتبال ساوتپورت، و باشگاه فوتبال ویگان اتلتیک اشاره کرد.
وی همچنین در تیم‌های ملی فوتبال England B national football team و زیر ۲۱ سال انگلستان بازی کرده‌است.